# PQLC2
PQLC2 (англ. PQ loop repeat containing 2) – білок, який кодується однойменним геном, розташованим у людей на 1-й хромосомі. Довжина поліпептидного ланцюга білка становить 291 амінокислот, а молекулярна маса — 31 947.
| 10         |  | 20         |  | 30         |  | 40         |  | 50         |
| ---------- |  | ---------- |  | ---------- |  | ---------- |  | ---------- |
| MVWKKLGSRN |  | FSSCPSGSIQ |  | WIWDVLGECA |  | QDGWDEASVG |  | LGLISILCFA |
| ASTFPQFIKA |  | YKTGNMDQAL |  | SLWFLLGWIG |  | GDSCNLIGSF |  | LADQLPLQTY |
| TAVYYVLADL |  | VMLTLYFYYK |  | FRTRPSLLSA |  | PINSVLLFLM |  | GMACATPLLS |
| AAGPVAAPRE |  | AFRGRALLSV |  | ESGSKPFTRQ |  | EVIGFVIGSI |  | SSVLYLLSRL |
| PQIRTNFLRK |  | STQGISYSLF |  | ALVMLGNTLY |  | GLSVLLKNPE |  | EGQSEGSYLL |
| HHLPWLVGSL |  | GVLLLDTIIS |  | IQFLVYRRST |  | AASELEPLLP |  | S          |

A: Аланін

C: Цистеїн

D: Аспарагінова кислота

E: Глутамінова кислота

F: Фенілаланін

G: Гліцин

H: Гістидин

I: Ізолейцин

K: Лізин

L: Лейцин

M: Метіонін

N: Аспарагін

P: Пролін

Q: Глутамін

R: Аргінін

S: Серин

T: Треонін

V: Валін

W: Триптофан

Задіяний у таких біологічних процесах, як транспорт, транспорт амінокислот, альтернативний сплайсинг. 
Локалізований у мембрані, лізосомі.